# Cicerchiata
La cicerchiata è un dolce carnevalesco tipico italiano, riconosciuto come prodotto agroalimentare tradizionale per l'Abruzzo, le Marche e il Molise, ma diffuso anche in Umbria e, tramite l'immigrazione interna da queste regioni, a Roma. 
È simile agli struffoli napoletani, dolce natalizio dalle palline un po' più grandi rispetto alla cicerchiata.

## Origine
Come per molti altri dolci di origine antica, anche la storia della cicerchiata è incerta e la sua invenzione è rivendicata da varie città e regioni d'Italia.
Per l'Atlante dei prodotti tradizionali d'Abruzzo (ARSSA - Regione Abruzzo, 2004), l'origine del prodotto sarebbe da ricercarsi in Abruzzo, in particolare nell'area del Sangro "grazie allo sviluppo dell'apicoltura che, ieri come oggi, rendeva disponibile miele di ottima qualità". L'origine del nome in tali zone, è da attribuirsi alle parole dialettali utilizzate per le forme a cerchio, come allo stesso modo esiste uno strumento musicale chiamato vatta-cicerchie (batti-cerchio).
Secondo altre fonti, il dolce originariamente era composto da palline di impasto che circondavano o abbracciavano una C, che anticamente si faceva al centro del piatto per simboleggiare la famiglia Corvi. Sarebbe stato portato da Napoli nell'entroderra del fiume Sangro, per esempio a Roccascalegna, e veniva consumato prima del periodo di Quaresima durante i festeggiamenti di Carnevale. Col tempo nessuno ha più fatto la C al centro del piatto, e tutti hanno scordato che il cerchio è il simbolo del ciclo della vita di quella festa dove Corvo de Corvis moriva e poi rinasceva. Il dolce ha chiare origini orientali.
Per altri ancora, invece, facendo riferimento ad epoche più antiche, sarebbe originario dell'Umbria storica (ovvero, grossomodo, l'Umbria a est del Tevere e le Marche) e solo la sua successiva diffusione dall'Umbria alle Marche centrali, all'Abruzzo e infine al Molise avrebbe contribuito all'opinione che si tratti di un dolce abruzzese.
Secondo altri, infine, la cicerchiata è invece un dolce di origine marchigiana.

## Come si presenta
Il dolce è a base di pasta di farina, uova ed olio d'oliva in alcuni varianti burro e zucchero, liquore o succo di limone. Da questa si ricavano palline di circa un centimetro di diametro che vengono fritte nell'olio d'oliva o nello strutto. Scolate, vengono mescolate con miele bollente e disposte "a cerchio". Il miele raffreddandosi cementa le palline fra loro e dà solidità alla struttura. Come spesso avviene con i dolci tradizionali e antichi, esistono varianti che aggiungono ingredienti diversi alla ricetta base.

## Etimologia del nome

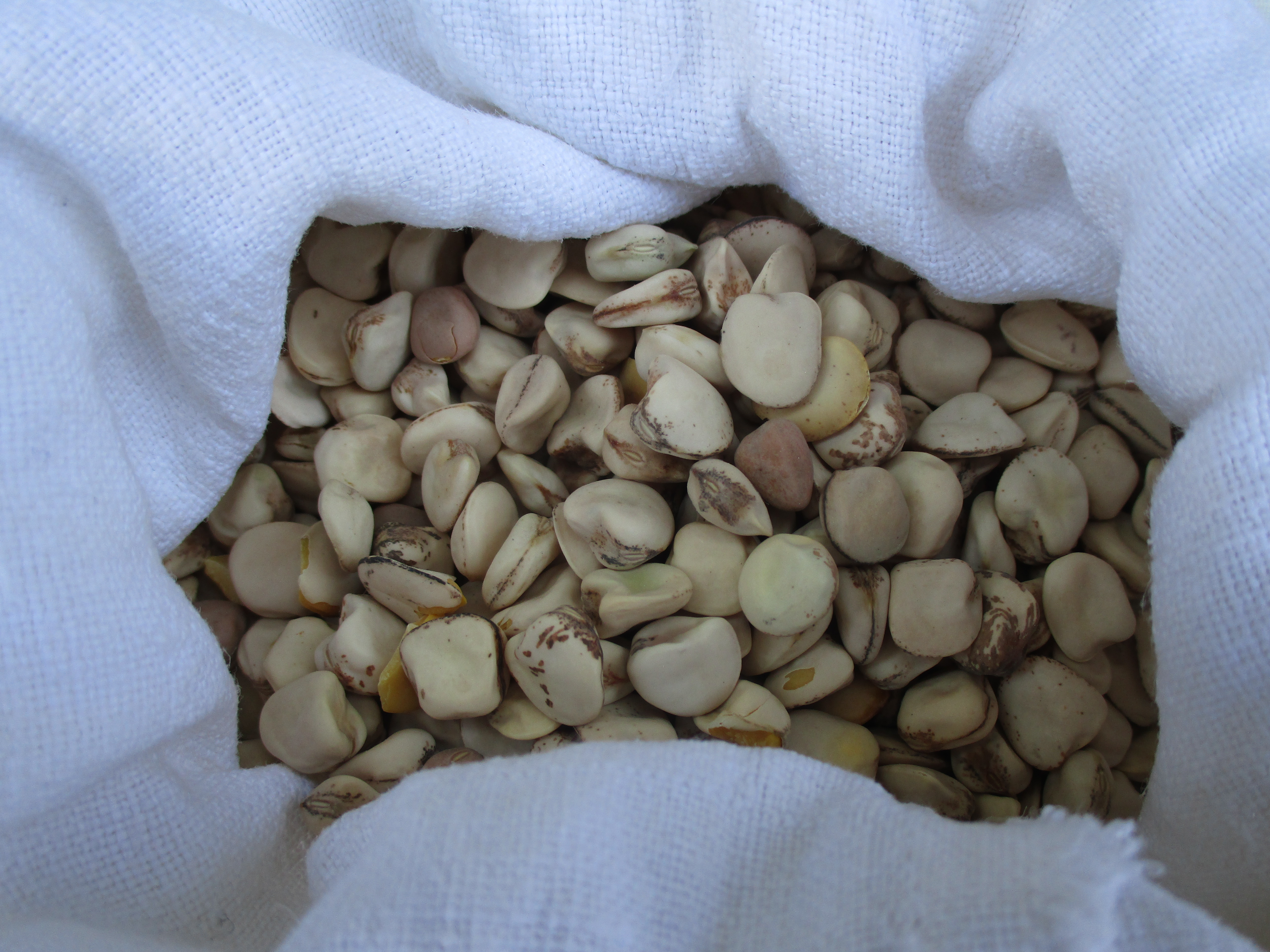
Cicerchia marsicana

Un dolce molto simile viene citato nelle tavole eugubine come cibo rituale e sacrificale con il nome, in antica lingua umbra, di strusla che è la continuazione di sruikela, diminutivo di struex che è variante del più comune strues che significa appunto "mucchio" (ciò è anche affermato dal maggiore studioso attuale della lingua umbra, il prof. Augusto Ancillotti), da cui, tra l'altro, l'italiano "costruire", cioè "ammucchiare insieme".
Con tutta probabilità il nome di cicerchiata ha origine medievale si presume derivi dal legume cicerchia (Lathyrus sativus), gli Antichi Romani che lo chiamavano cicerula, è simile al pisello (Pisum sativum) e al cece (Cicer arietinum), molto diffuso all'epoca nella zona umbro - marchigiana e anche in Italia meridionale; ancor oggi è coltivato nel Lazio, nelle Marche, in Umbria, in Molise ed in Puglia, non più su larga scala, ma come specialità tipica. Le cicerchie sono originarie del Medio Oriente, dove venivano usate per fare pane, puree e zuppe tradizionali. Secondo quanto detto, il significato di "cicerchiata" sarebbe quindi quello di "mucchio di cicerchie". 

## Significato simbolico
Il dolce simboleggia la rigenerazione e il ciclo, ossia la fine dell'inverno e l'arrivo della primavera piuttosto che la fine del male e del disordine e il ritorno di un nuovo ordine rigenerato. Probabilmente legato al mito di Demetra e Persefone (o anche Cerere e Proserpina), quindi una riproduzione della cicerchia sotto forma di dolce; oppure ad altri riti legati ai corvi, uccelli del dio Apollo, simbolo dell'ordine e della luce solare.
La notevole somiglianza con gli struffoli napoletani, ne riafferma il significato simbolico di rigenerazione. La parola struffolo viene dall'unione di una s, seguita da una t efonica, unita a ruffolo (fiocco, batuffolo). Nella lingua italiana il prefisso s- indica spesso separazione di qualcosa. La st- indicherebbe l'allontanamento e separazione di un ruffolo o pallina dal resto della pasta avvolta sul tagliere a serpente, durante la preparazione. A simboleggiare il serpente che viene fatto a fette, ossia l'uccisione del male e la rigenerazione del bene.

## Dolci affini
Notevole la somiglianza con gli struffoli napoletani, che deriverebbero il proprio nome dall'aggettivo greco στρόγγυλος (stróngylos) che significa "di forma tondeggiante" e che linguisticamente hanno la stessa radice dalla parola umbra strusla e quindi probabilmente anche una comune origine indoeuropea.
In Grecia esiste un dolce simile chiamato Λουκουμάδες (Lukumádes). Affini alla cicerchiata sono anche il Loqme curdo, il Lokma turco e il Lvkvmandas persiano.